# 蔵書検索
蔵書検索 （ぞうしょけんさく） とは、目録を用いて、図書館が所蔵する資料を検索すること。
目録には、単館の蔵書目録と、複数の図書館の総合目録、特定分野の主題目録がある。
従来はカードと冊子目録が主流だったが、20世紀末からコンピュータ技術の発達により、OPAC（Online Public Access Catalogue）と呼ばれる機械検索が中心になった。
多くの図書館が、インターネットに自館の蔵書目録を公開している。